# Times Square Tower

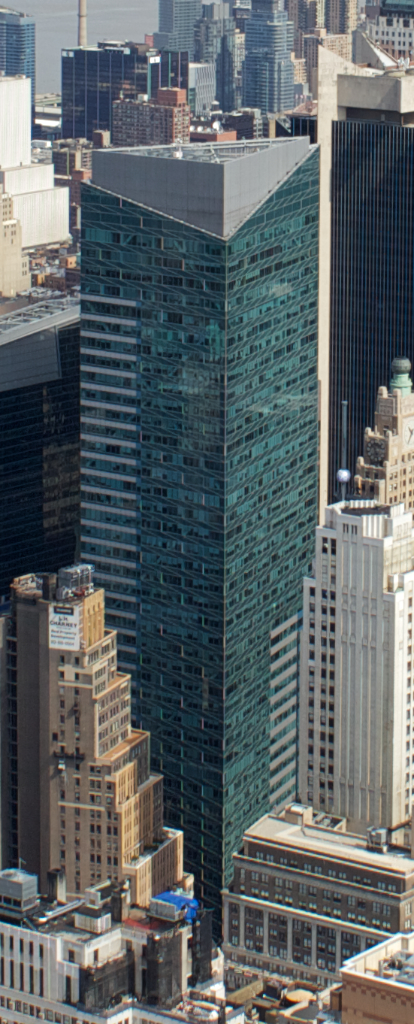

Times Square Tower este un zgârie-nori de 47 etaje (221 m) din Times Square, cea mai importantă intersecție de străzi a cartierului Manhattan, New York City.
Lucrările de construcție au luat start în 2002 și s-au terminat în 2004, clădirea oferind acum spațiu pentru birouri de clasa A. Caracteristice pentru Times Square Tower sunt giganticele panouri publicitare de pe fațadă. Majoritatea lor se găsesc la parter, dar unul din ele, de 4 etaje înălțime, împodobește partea de mijloc a clădirii.
Încă înainte de edificare, fusese stabilit chiriașul clădirii — Arthur Andersen. Conform contractului semnat de acesta cu firma de construcții, lucrările urmau să înceapă în octombrie 2000, dar termenul a fost amânat din cauza unor scandaluri.